# Yann Delaigue
Pour les articles homonymes, voir Delaigue.
Pas d'image ? Cliquez ici

a Compétitions nationales et continentales officielles uniquement.

b Matchs officiels uniquement.
Dernière mise à jour le 5 mars 2010.
Yann Delaigue, né le 5 avril 1973 à Toulon (Var), est un joueur français de rugby à XV qui évolue au poste de demi d'ouverture. Il compte 20 sélections en équipe de France.
Avec le Stade toulousain, il remporte une Coupe d'Europe en 2003 ainsi que trois fois le championnat de France en 1992, 1999 et 2001.

## Biographie
Joueur très doué, surnommé Le petit Mozart, il n'a pas connu avec le XV de France la carrière qui semblait s'ouvrir à lui. Il participe à deux matchs du premier tour de la coupe du monde 1995, mais il manque les deux suivants à cause de blessures.
Il a été formé au CS Vienne comme son père Gilles, international à l'ouverture comme lui ; il a côtoyé à l'école de rugby du CSV un autre demi d'ouverture international, Benjamin Boyet, également demi d'ouverture et international, entre 1985 et 1990 : ce dernier est de six ans plus âgé que Benjamin. Ils ont sans doute été inspirés par celui qui aura marqué le CSVienne et l'équipe de France quelques années plus tôt, Jacques Bouquet, ouvreur fantasque mais incroyablement talentueux...[réf. nécessaire]
Il rejoint le Rugby club toulonnais en 1988 pour y parfaire sa formation.
Il devient champion de France avec le Rugby club Toulonnais en 1992 dans une équipe qui compte pourtant encore plusieurs juniors.
Il dispute son premier match en équipe de France le 19 mars 1994 à 21 ans contre l'équipe d'Écosse.
Il rejoint ensuite le Stade toulousain avec qui il remporte deux nouveaux boucliers de Brennus en 1999 et 2001 puis un titre de champion d'Europe en 2003.

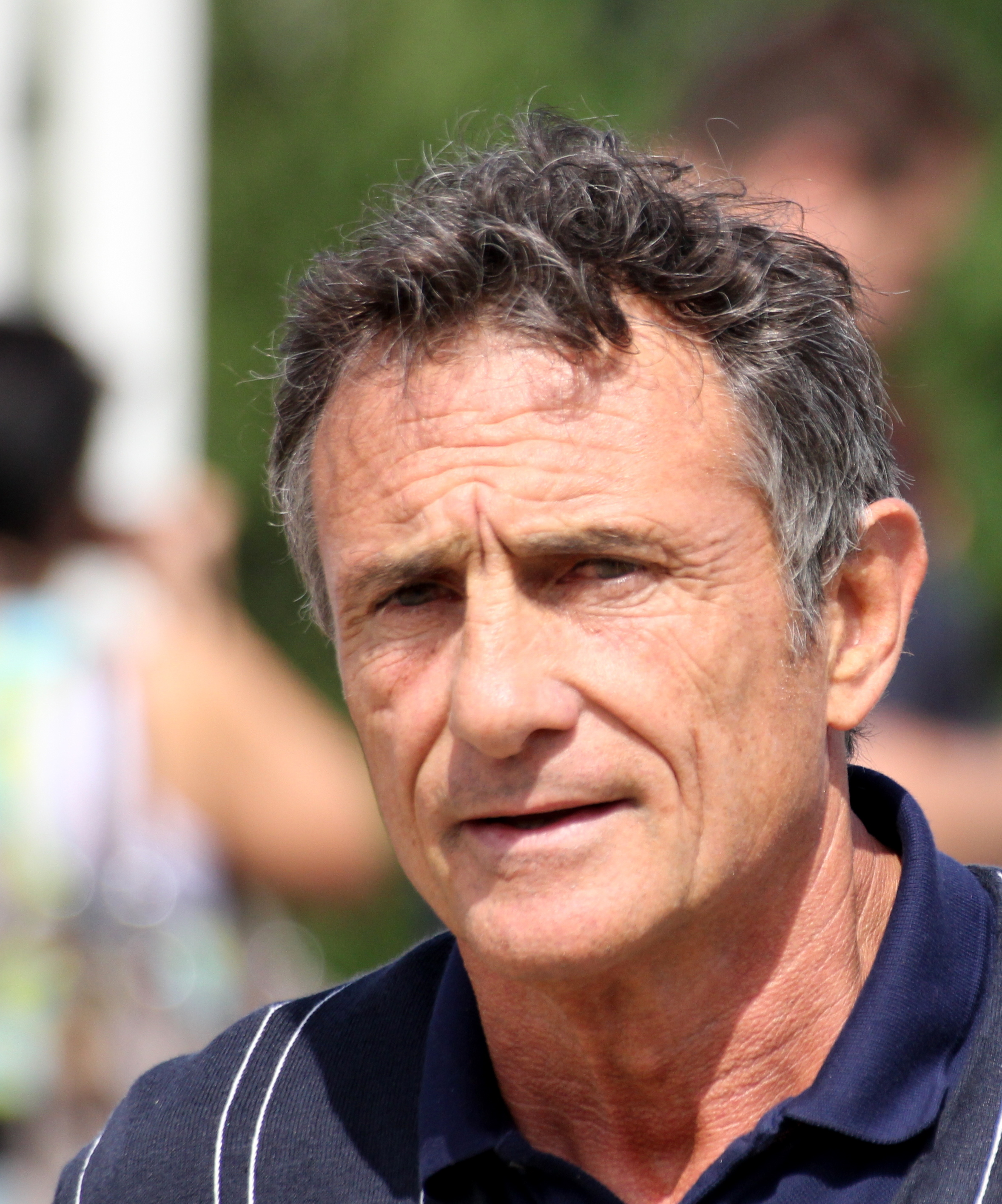
Guy Novès, ici en 2011, est l'entraîneur de Yann Delaigue de 1997 à 2004.

En novembre 2001, il connaît son unique sélection avec les Barbarians français contre les Fidji à Toulon. Les Baa-Baas s'inclinent 17 à 15.
Le 24 mai 2003, il est titulaire avec le Stade toulousain, associé à Frédéric Michalak à la charnière, en finale de la Coupe d'Europe au Lansdowne Road de Dublin face à l'USA Perpignan. Il marque une transformation et cinq pénalités, ce qui permet aux toulousains de s'imposer 22 à 17 face aux catalans et de devenir ainsi champions d'Europe. La saison suivante, il joue de nouveau la finale de la Coupe d'Europe qui se déroule cette fois au Stade de Twickenham à Londres face aux London Wasps. Il est titularisé à l'ouverture au côté de Frédéric Michalak, titulaire à la mêlée. Il inscrit un essai et deux pénalités, avant de céder sa place à la 53e minute à Jean-Baptiste Elissalde, mais les Anglais l'emportent sur le fil 27 à 20, à la suite d'une erreur de Clément Poitrenaud, empêchant les toulousains de gagner un deuxième titre consécutif.
En 2004 il décide de rejoindre le Castres olympique. Sélectionné à trois reprises seulement en dix ans, il porte de nouveau le maillot de l'équipe de France en 2005 où il est le demi d'ouverture titulaire lors des cinq matchs du Tournoi des Six Nations. Opéré à l'épaule durant l'été, il dispute néanmoins ses trois derniers matchs avec les Bleus lors de la tournée d'automne. En 2006, il décide de quitter le club tarnais pour revenir sur la rade et évoluer en Pro D2 au club qui l'a formé : le Rugby club toulonnais. Il est alors l'un des éléments d'un recrutement impressionnant, composé notamment de Tana Umaga, Jean-Jacques Crenca, Dan Luger, Gonzalo Quesada ou encore Rob Henderson. Cependant il n'est que remplaçant au poste de demi d'ouverture derrière Chris Rossouw et ne dispute que la moitié des matchs. Il fait partie d'un groupe de neuf joueurs exclus du groupe professionnel par le président Mourad Boudjellal avant d'être réintégré à la demande de l'entraîneur Jean-Jacques Crenca. Le 25 août 2007 il joue son dernier match avec les Brussels Barbarians contre l'équipe d'Argentine lors d'une rencontre amicale de préparation à la coupe du monde à Bruxelles. Finalement, il arrête sa carrière à l'issue de la saison et devient consultant pour InfoSport et Canal+ de la coupe du monde 2007 à 2016, puis pour Eurosport 2 à partir de 2019.
En octobre 2011, il rejoint le staff de l'aviron bayonnais comme consultant pendant un jour par semaine pour s'occuper de la ligne des arrières basques. Sa mission s'arrête seulement deux mois plus tard à la suite du limogeage du manager Christian Gajan.
En 2013, il crée le Tournoi des 6 Stations, un tournoi de rugby à sept sur neige opposant six stations de ski et se déroulant lors de la semaine de pause des Six Nations, fin février/début mars. Cette compétition amicale rassemble de nombreux anciens internationaux de rugby et soutient, pour sa seconde édition en 2014, la Fondation Mouvement pour les Villages d'Enfants parrainée par Marc Lièvremont. Il est également chargé des partenariats sportifs pour le groupe Orangina Schweppes.
Durant la Coupe du monde de rugby à XV 2023 organisée en France, il rejoint M6 pour présenter l'événement en studio aux côtés de la journaliste Clémentine Sarlat et des consultants Fulgence Ouedraogo et Lénaïg Corson. Il commente également une partie des matchs diffusés par la chaine, en binôme avec Xavier Domergue.
En 2024, il devient consultant pour France Télévisions. En remplacement de Yannick Nyanga, il commente, en binôme avec Jean Abeilhou, un match par week-end du Tournoi des Six Nations sur France 2.

## Statistiques

### Tournoi des Cinq/Six Nations
| Édition           | Rang | Résultats France | Résultats Delaigue | Matchs Delaigue |
| ----------------- | ---- | ---------------- | ------------------ | --------------- |
| Cinq Nations 1994 | 3    | 2 v, 0 n, 2 d    | 1 v, 0 n, 0 d      | 1/4             |
| Cinq Nations 1995 | 3    | 2 v, 0 n, 2 d    | 1 v, 0 n, 0 d      | 1/4             |
| Six Nations 2005  | 2    | 4 v, 0 n, 1 d    | 4 v, 0 n, 1 d      | 5/5             |

Légende : v = victoire ; n = match nul ; d = défaite ; la ligne est en gras quand il y a Grand Chelem.

### Coupe du monde
| Édition             | Rang      | Résultats France | Résultats Delaigue | Matchs Delaigue |
| ------------------- | --------- | ---------------- | ------------------ | --------------- |
| Afrique du Sud 1995 | Troisième | 5 v, 0 n, 1 d    | 2 v, 0 n, 0 d      | 2/6             |

Légende : v = victoire ; n = match nul ; d = défaite.

## Vie privée

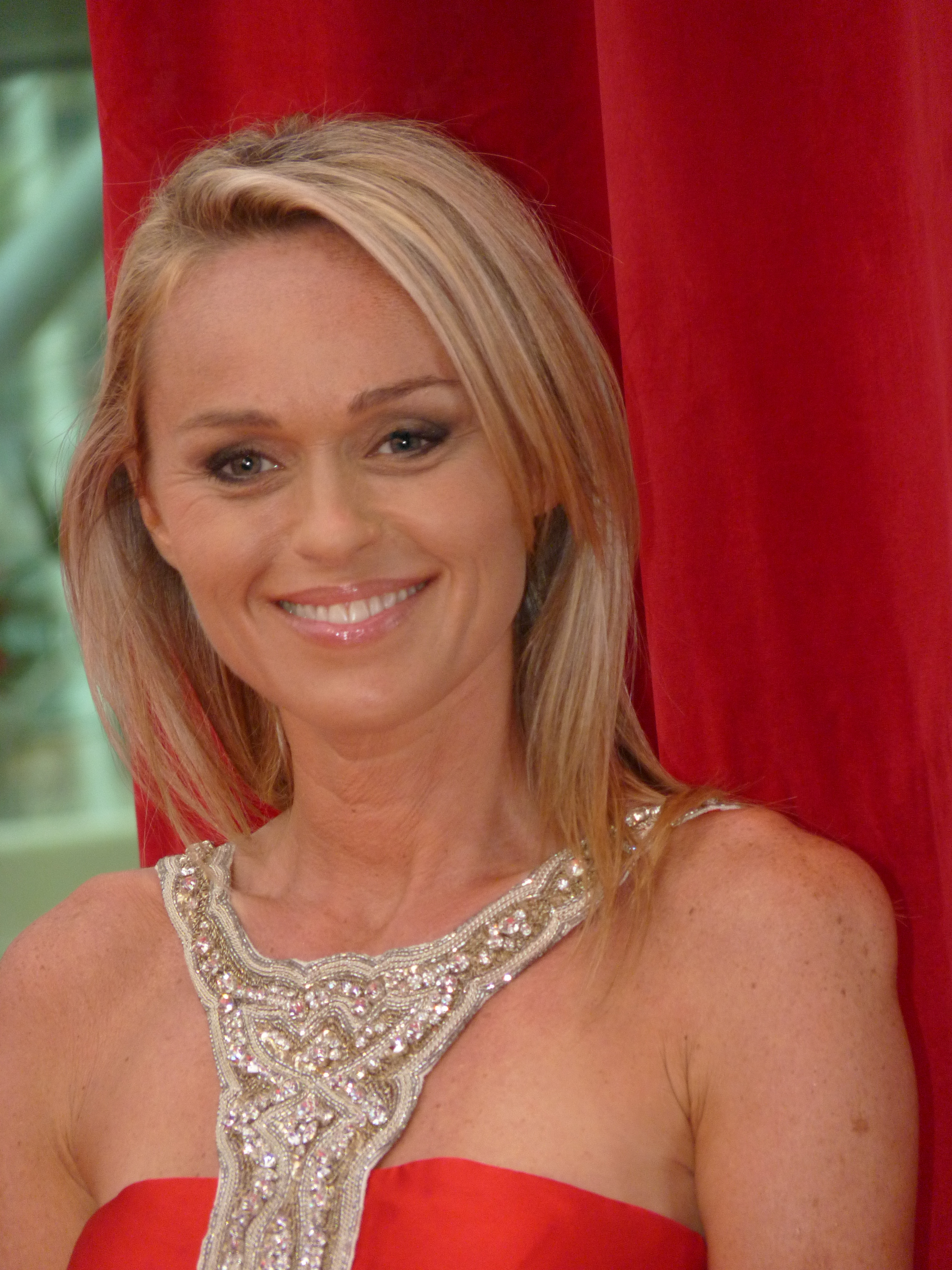
Cécile de Ménibus, mariée à Yann Delaigue de 2007 à 2011, ici en 2012.

Il était marié avec la présentatrice de télévision Cécile de Ménibus depuis le 29 juin 2007, ils ont divorcé en 2011. Il est désormais en couple avec la journaliste de Canal+ Astrid Bard. Yann Delaigue est déjà père de deux garçons lorsqu'ils deviennent les parents d'un bébé né en 2014.
Il est le fils de Gilles Delaigue, lui aussi ancien joueur (du CS Vienne et du RC Toulon) et deux fois international.
Louis Le Brun, joueur de Castres et également demi d'ouverture, est son neveu, Delaigue lui conseille notamment de rejoindre le CO.

## Palmarès

### En club
- Championnat de France de première division :
  - Champion (3) : 1992, 1999 et 2001
  - Vice-champion (1) : 2003
- Coupe d'Europe :
  - Champion (1) : 2003
  - Finaliste (1) : 2004
- Challenge Yves du Manoir :
  - Vainqueur (1) : 1998

### En équipe nationale
- Vainqueur de la Coupe latine en 1995
- Champion du monde en 1992 avec l'équipe de France des moins de 18 ans

## Statistiques en équipe nationale
- 20 sélections en équipe de France entre 1994 et 2005
- 37 points (2 essais, 4 drops, 5 pénalités)
- Sélections par année : 3 en 1994, 6 en 1995, 1 en 1997, 2 en 2003, 8 en 2005
- En coupe du monde :
  - 1995 : 2 sélections (Iles Samoa, Côte d'Ivoire)
- Équipe de France A : 1 sélection en 2002 (Australie A)
- 1 fois Barbarians français en 2001 (Fidji) au stade Mayol
- 1 fois Brussels Barbarians en 2007 (Équipe d'Argentine). Il dispute à cette occasion le dernier match de sa carrière